# Swiss Music Awards

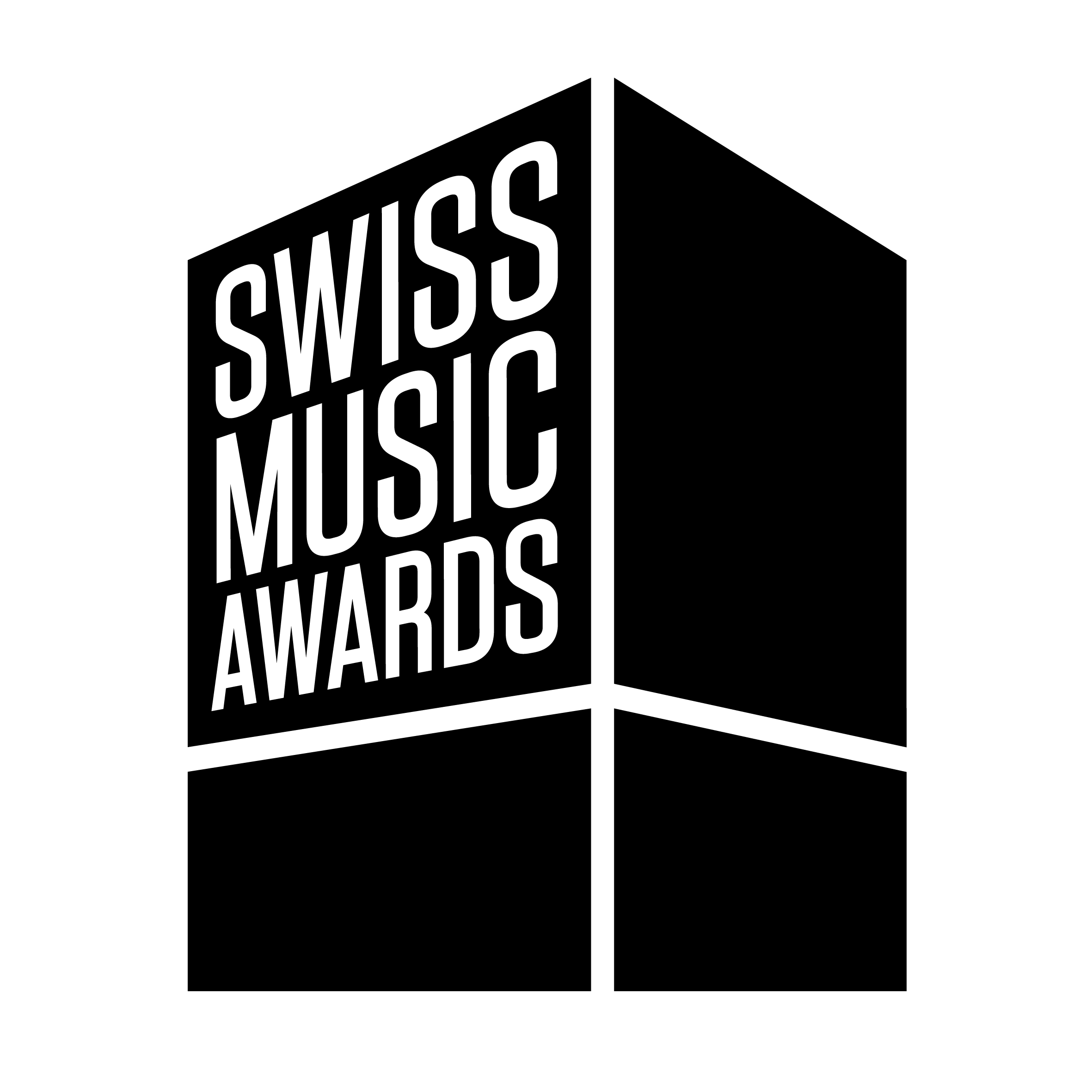
Logo der Swiss Music Awards

Die Swiss Music Awards (SMA) sind die grösste Musikpreisverleihung der Schweiz. Die SMA werden jährlich in einer aufwändig produzierten Show verliehen und dienen der Förderung der nationalen Musikszene sowie der Präsentation ihrer kulturellen Vielfalt. Die SMA bieten Newcomern eine Plattform und ehren das Schaffen der erfolgreichsten nationalen und internationalen Musiker.
Ihre Premiere feierte die Veranstaltung 2008 im Zürcher Club Kaufleuten. 2010 wechselte sie in den grösseren Veranstaltungsort Schiffbau des Zürcher Schauspielhauses. Infolge ihrer ständig steigenden Popularität fanden die SMA von 2014 bis 2018 im Zürcher Hallenstadion statt. Seither sind auch Tickets für die Veranstaltung erhältlich. In den Jahren 2019 und 2020 war das Kultur- und Kongresszentrum Luzern Austragungsort. Im selben Jahr wurde auch «SMA live» eingeführt, eine Parallelveranstaltung zur «Ceremony», bei der Musiker in kurzen Liveauftritten neue Schweizer Musik und internationale Hits präsentieren.
Ab 2012 wurden die Swiss Music Awards live im Hauptprogramm von SRF zwei, in der Romandie auf One TV im Fernsehen sowie von Radiotelevisione Svizzera (RSI) per Live-Streaming übertragen. SRF war Producer der Swiss Music Awards 2019. Aufgrund von Sparmassnahmen gab SRF die Übertragungsrechte 2020 an den Privatsender 3+ ab, behielt jedoch die Medienpartnerschaft für den Förderpreis Best Talent bei.

## Kategorien
Insgesamt werden Künstler in zehn nationalen und vier internationalen Kategorien ausgezeichnet, dazu gibt es zwei Sonderauszeichnungen.

### Nationale Kategorien
Die Bezeichnungen der nationalen Kategorien lauten Best Female Act, Best Male Act, Best Group, Best Album, Best Live Act, Best Hit, Best Breaking Act, Best Talent, Best Act Romandie, Artist Award. Der Verleiher kann zudem die Sonderpreise Outstanding Achievement Award und Tribute Award verleihen.
Seit den SMA 2015 liegt der Fokus der Kategorien nicht mehr auf Genres, sondern auf den Künstlern selbst. 2015 wurde zudem die neue Kategorie Artist Award eingeführt: In dieser bestimmen Schweizer Künstler und Musikschaffende, wer aus ihren Reihen eine Auszeichnung für künstlerisch herausragendes Musikschaffen erhält.
Mit den Kategorien SRF 3 Best Talent (wird von Radio SRF 3 verliehen) und Best Breaking Act fördert die Veranstaltung neue Künstler.
Der Verleiher kann für ausserordentliche Leistungen eines Künstlers einen Outstanding Achievement Award sowie zur Ehrung eines Künstlers posthum einen Tribute Award verleihen.

### Internationale Kategorien
Die Bezeichnungen der internationalen Kategorien lauten Best Solo Act International, Best Breaking Act International, Best Group International und Best Hit International.

## Organisation

### Trägerschaft
Der Verein Press Play ist offizieller Preisverleiher der Veranstaltung und somit für die Reglementierung und in Zusammenarbeit mit GfK Switzerland für die Auswertung der Preisverleihung verantwortlich. Der Verein besteht aus den vier Mitgliedern IFPI Schweiz, SUISA (Genossenschaft der Urheber und Verleger von Musik), Swissperform (Verwertungsgesellschaft für Leistungsschutzrechte) sowie SMPA (Branchenverband der professionellen Schweizer Konzert-, Show- und Festivalveranstalter). Dadurch ist eine breite Abstützung durch die Musikindustrie garantiert.

### Ermittlungsverfahren
Gemäss dem Regelwerk der SMA hängt die Nominierung der Künstler in den meisten Kategorien primär von Verkäufen (physische Tonträger, Downloads sowie Streams) und den Stimmen der Academy ab. Die Academy der Swiss Music Awards besteht aus 51 Mitgliedern, welche die gesamte Schweizer Musikindustrie repräsentieren und für ein Jahr gewählt werden.
Die drei Nominierten pro Kategorie stellen sich einem öffentlichen Online-Voting. Auch die Verkaufszahlen fliessen ins Ergebnis ein. Für die Kategorie «Best Hit» führen die Fernsehsender anlässlich der Preisverleihung live ein Public-Voting mittels SMS- und Telefon-Abstimmung durch.

### Veranstalter
Die Claim Event AG ist offizieller Veranstalter der Swiss Music Awards, Geschäftsführer war von 2008 bis 2018 Oliver Rosa. 2019 wurde Claim Event von den beiden Agenturen Aroma und FS Parker/Activation übernommen. Neuer Geschäftsführer seit 2019 ist Marc Gobeli.

## Kritik
Der Rapper Tommy Vercetti kritisierte 2020 in der WOZ die Veranstaltung, da die dortigen Künstler instrumentalisiert und nicht gefördert werden.

## Veranstaltungen
| Datum            | Veranstaltungsort | Moderatoren                                                 |
| ---------------- | ----------------- | ----------------------------------------------------------- |
| 27. Februar 2008 | Kaufleuten        | Marco Fritsche, Jubaira Bachmann                            |
| 19. Februar 2009 | Kaufleuten        | live: Melanie Winiger, Marco Fritsche; TV: Jubaira Bachmann |
| 2. März 2010     | Schiffbau         | Melanie Winiger, Marco Fritsche                             |
| 3. März 2011     | Schiffbau         | Melanie Winiger, Marco Fritsche                             |
| 2. März 2012     | Schiffbau         | Melanie Winiger, Mario Torriani                             |
| 1. März 2013     | Schiffbau         | Melanie Winiger, Mario Torriani                             |
| 7. März 2014     | Hallenstadion     | Melanie Winiger, Mario Torriani                             |
| 27. Februar 2015 | Hallenstadion     | Melanie Winiger, Mario Torriani, Andi Rohrer                |
| 12. Februar 2016 | Hallenstadion     | Melanie Winiger, Mario Torriani, Andi Rohrer                |
| 10. Februar 2017 | Hallenstadion     | Alexandra Maurer, Stefan Büsser                             |
| 9. Februar 2018  | Hallenstadion     | Alexandra Maurer, Stefan Büsser                             |
| 16. Februar 2019 | KKL Luzern        | Stefan Büsser                                               |
| 28. Februar 2020 | KKL Luzern        | Hazel Brugger                                               |
| 26. Februar 2021 | Hallenstadion     | Nik Hartmann                                                |
| 25. Mai 2022     | Bossard Arena Zug | Marco Fritsche, Madeleine Sigrist                           |
| 17. Mai 2023     | Bossard Arena Zug | Marco Fritsche, Annina Frey                                 |
| 8. Mai 2024      | Hallenstadion     | Melanie Winiger, Annina Frey                                |
| 28. Mai 2025     | Hallenstadion     | Melanie Winiger, Annina Frey                                |

## Liveacts
- 2008: Maria Mena, Börni, Adrian Solo, Stephan Eicher, D-Verse City
- 2009: Silbermond, Seven, Lovebugs, Ritschi, Stress, Nek, Amy Macdonald
- 2010: Bushido, Kesha, Sens Unik, Baschi, Christophe Maé, Lunik, Milow, Dada Ante Portas
- 2011: Bligg, Adrian Stern, TinkaBelle, Unheilig, Grégoire, Polo Hofer, Gotthard
- 2012: Silbermond, James Morrison, Züri West, Lovebugs, Stefanie Heinzmann, The Overtones, DJ Antoine, Bastian Baker, Anna Rossinelli
- 2013: Hurts, Baschi, Die Toten Hosen, Marc Sway und Philipp Fankhauser, Stress, Bastian Baker, Noah Veraguth, 77 Bombay Street, Remady & Manu-L
- 2014: Alex Hepburn, Pegasus, Sunrise Avenue, John Newman, Casper, Milky Chance, Gotthard, Bastian Baker
- 2015: Die Fantastischen Vier, Kodaline, Lo & Leduc, Leal, Stefanie Heinzmann, James Bay, Bonaparte
- 2016: 77 Bombay Street, Dodo, Dua Lipa, Robin Schulz, Seven, Sido, Sophie Hunger
- 2017: Damian Lynn, Lo & Leduc, Pegasus, Álvaro Soler, Mark Forster, Nemo, James Blunt, Züri West
- 2018: Die Toten Hosen, Trauffer, Veronica Fusaro, Hecht, Sina, Büne Huber, Dodo, Rita Roof
- 2019: «The Ceremony»: Billie Eilish, Gotthard, Stress, Comme1Flocon; «SMA live»: Anna Rossinelli, Bastian Baker, Manillio, Nemo
- 2020: Loredana, Bligg und Marc Sway, Naomi Lareine, Sensu, Monet192, Lewis Capaldi, Justin Jesso und Eliane
- 2021: Kunz, Dodo, Zoe Wees, Master KG, Zian, Lo & Leduc
- 2022: Naomi Lareine und Sektion Züri, Tashan, Loco Escrito, Stress, Xen und Eaz, George Ezra
- 2023: Ofenbach feat. SVEA, Andryy, Baschi, Ilira, Loi, Argyle feat. Chiara Castelli, Joya Marleen, Mimiks feat. LCone
- 2024: Loco Escrito, Naomi Lareine, Monet192, Linda Elys, Nickless, Calum Scott, Ray Dalton, Rea Garvey feat. Picture This
- 2025: Gigi, Zoë Më, Michael Patrick Kelly, Sophie and the Giants, Ilira, Milune, Linda Elys, Nemo, Hecht, Trauffer feat. Stefanie Heinzmann, Nicky B Fly und Maja Brunner

## Statistik
Stand nach der Verleihung 2025:

### Mehrfachpreisträger
| Künstler               | Siege |
| ---------------------- | ----- |
| Stress                 | 9     |
| Bastian Baker          | 7     |
| Bligg                  | 7     |
| Patent Ochsner         | 7     |
| Nemo                   | 7     |
| Züri West              | 5     |
| Adele                  | 4     |
| Lo & Leduc             | 4     |
| Loco Escrito           | 4     |
| Stefanie Heinzmann     | 4     |
| Amy Macdonald          | 3     |
| Beatrice Egli          | 3     |
| Coldplay               | 3     |
| DJ Antoine             | 3     |
| Ed Sheeran             | 3     |
| Eminem                 | 3     |
| Gotthard               | 3     |
| Hecht                  | 3     |
| (Schluneggers) Heimweh | 3     |
| Imagine Dragons        | 3     |
| Pegasus                | 3     |

Je zwei Auszeichnungen bekamen 77 Bombay Street, Billie Eilish, Dabu Fantastic, Lady Gaga, Luca Hänni, Pharrell Williams, Remady, Steff la Cheffe, Trauffer, The Weeknd und Yello.

### Künstler mit den meisten Nominierungen
Gölä ist der Musiker mit den meisten Nominierungen (sieben) unter denen, die bislang noch keinen Preis gewinnen konnten. Sir Colin und Muse blieben trotz jeweils fünf Nominierungen ohne Auszeichnung. Umgekehrt gewann Bastian Baker bei 7 Nominierungen 7 Preise und bei Nemo waren es sieben aus neun.
| Künstler           | Nominierungen |
| ------------------ | ------------- |
| Bligg              | 13            |
| Stress             | 12            |
| DJ Antoine         | 11            |
| Patent Ochsner     | 10            |
| Beatrice Egli      | 9             |
| Lo & Leduc         | 8             |
| Sophie Hunger      | 8             |
| Nemo               | 8             |
| Bastian Baker      | 7             |
| Gölä               | 7             |
| Philipp Fankhauser | 7             |
| Seven              | 7             |
| Trauffer           | 7             |
| Züri West          | 7             |

Jeweils sechsmal nominiert waren: 77 Bombay Street, Coldplay, Gotthard und Remady.

## Preisträger

### 2008
| Kategorie                         | Preisträger                        | ausserdem nominiert                                                              |
| --------------------------------- | ---------------------------------- | -------------------------------------------------------------------------------- |
| Best Song National                | «On n’a q’une terre» von Stress    | «Wenn das Gott wüsst» von Baschi; «Campari Soda» von Taxi                        |
| Best Song International           | «Umbrella» von Rihanna feat. Jay-Z | «Say It Right» von Nelly Furtado; «Apologize» von Timbaland presents OneRepublic |
| Best Album Pop/Rock National      | «Domino Effect» von Gotthard       | «Fürs Volk» von Baschi; «Eldorado» von Stephan Eicher                            |
| Best Album Pop/Rock International | «Loose» von Nelly Furtado          | «Back to Black» von Amy Winehouse; «Minutes to Midnight» von Linkin Park         |
| Best Album Urban National         | «Renaissance» von Stress           | «Panzer» von Gimma; «Home» von Seven                                             |
| Best Album Urban International    | «As I Am» von Alicia Keys          | «Introducing Joss Stone» von Joss Stone; «Graduation» von Kanye West             |
| Best Newcomer National            | Redwood                            | Greis; MiNa                                                                      |
| Best Newcomer International       | Amy Winehouse                      | Mika; Timbaland                                                                  |
| Best Album Dance National         | «Variété (The Show)» von DJ Tatana | «Live in Moscow» von DJ Antoine; «Retro» von Sir Colin                           |
| Best Videoclip National           | «Mais où?» von Stress              | «Meh Verdiant» von Sektion Kuchikäschtli; «Wake Up» von Seven                    |

### 2009
| Kategorie                         | Preisträger                                   | ausserdem nominiert                                                       |
| --------------------------------- | --------------------------------------------- | ------------------------------------------------------------------------- |
| Best Song National                | «My Man Is a Mean Man» von Stefanie Heinzmann | «Rosalie» von Bligg; «Severina» von Marc Sway                             |
| Best Song International           | «This Is the Life» von Amy Macdonald          | «Mercy» von Duffy; «I Kissed a Girl» von Katy Perry                       |
| Best Album Pop/Rock National      | «Haubi Songs» von Züri West                   | «The Theory of Everything» von Dada (ante portas); «Z’Läbe fägt» von Gölä |
| Best Album Pop/Rock International | «This Is the Life» von Amy Macdonald          | «Black Ice» von AC/DC; «Viva la vida» von Coldplay                        |
| Best Album Urban National         | «0816» von Bligg                              | «Gangdalang» von Phenomden; «Love Man Riding» von Philipp Fankhauser      |
| Best Album Urban International    | «Ich und meine Maske» von Sido                | «808s & Heartbreak» von Kanye West; «Growing Pains» von Mary J. Blige     |
| Best Newcomer National            | Stefanie Heinzmann                            | Phenomden; Sophie Hunger                                                  |
| Best Newcomer International       | Leona Lewis                                   | Amy Macdonald; Duffy                                                      |
| Best Album Dance National         | «Stop!» von DJ Antoine                        | «10» von Sir Colin; «Tatana» von Tatana                                   |
| Best Live Act National            | Züri West                                     | Favez; Sophie Hunger                                                      |

### 2010
| Kategorie                         | Preisträger                                         | ausserdem nominiert                                                                                |
| --------------------------------- | --------------------------------------------------- | -------------------------------------------------------------------------------------------------- |
| Best Song National                | «Tous les mêmes» von Stress feat. Karolyn           | «Stahn uf» von Baschi, Bligg, Ritschi, Seven & Stress; «Lisa» von Seven                            |
| Best Song International           | «Poker Face» von Lady Gaga                          | «I Gotta Feeling» von The Black Eyed Peas; «Broken Strings» von James Morrison feat. Nelly Furtado |
| Best Album Pop/Rock National      | «Touch Yello» von Yello                             | «The Highest Heights» von Lovebugs; «Roots to Grow» von Stefanie Heinzmann                         |
| Best Album Pop/Rock International | «Funhouse» von Pink                                 | «The Resistance» von Muse; «Reality Killed the Video Star» von Robbie Williams                     |
| Best Album Urban National         | «Des rois, des pions et des fous» von Stress        | «Like a Rocket» von Seven; «Letschti Rundi» von Wurzel 5                                           |
| Best Album Urban International    | «The E.N.D.» von The Black Eyed Peas                | «Wir Kinder vom Bahnhof Soul» von Jan Delay; «Stadtaffe» von Peter Fox                             |
| Best Newcomer National            | Pegasus                                             | Bucher & Schmid; Liricas Analas                                                                    |
| Best Newcomer International       | Milow                                               | Kings of Leon; Lady Gaga                                                                           |
| Best Album Dance National         | «2009» von DJ Antoine                               | «Tattoo» von Mr. Da-Nos; «The Album» von Sir Colin                                                 |
| Jury Award                        | «Und jetz … was hät das mit mir z tue?» von Big Zis | «Blueskywell» von Filewile; «Flowers, Birds and Home» von Heidi Happy                              |
| Outstanding Achievement           | Yello                                               | –                                                                                                  |

### 2011
Neu wird seit 2011 unter anderem der «Best Talent National»-Award verliehen, der die direkte Nachfolge des früheren Swiss Top-Preises von DRS 3 darstellt. Der «Best Talent National»-Award wird auch weiterhin von SRF 3 erkoren.
| Kategorie                         | Preisträger                                    | ausserdem nominiert                                                                                  |
| --------------------------------- | ---------------------------------------------- | --- |
| Best Hit National                 | «Legändä & Heldä» von Bligg                    | «No Superstar» von Remady; «Amerika» von Adrian Stern                                                |
| Best Hit International            | «Waka Waka (This Time for Africa)» von Shakira | «We No Speak Americano» von Yolanda Be Cool & DCUP; «Alors on danse» von Stromae                     |
| Best Album Pop/Rock National      | «Herz» von Adrian Stern                        | «The Greatest Hits Sessions» von Bellamy Brothers & Gölä; «HomeRekords» von Züri West                |
| Best Album Pop/Rock International | «A Curious Thing» von Amy Macdonald            | «One Love» von David Guetta; «Soldier of Love» von Sade                                              |
| Best Album Urban National         | «Bart aber herzlich» von Bligg                 | «Generations» von Sens Unik; «Unplugged» von Seven                                                   |
| Best Album Urban International    | «Recovery» von Eminem                          | «The Element of Freedom» von Alicia Keys; «Für dich immer noch Fanta Sie» von Die Fantastischen Vier |
| Best Album Dance National         | «No Superstar» von Remady                      | «2010» von DJ Antoine; «In da Club» von Sir Colin                                                    |
| Best Breaking Act National        | Caroline Chevin                                | Remady; Aloan                                                                                        |
| Best Breaking Act International   | Unheilig                                       | Hurts; Zaz                                                                                           |
| Best Talent National              | Steff la Cheffe                                | Alvin Zealot; Monotales                                                                              |
| Outstanding Achievement           | Polo Hofer                                     | – |
| Tribute Award                     | Steve Lee                                      | – |

### 2012
| Kategorie                         | Preisträger                          | ausserdem nominiert                                                                                    |
| --------------------------------- | ------------------------------------ | --- |
| Best Hit National                 | «Up in the Sky» von 77 Bombay Street | «Welcome to St. Tropez» von DJ Antoine vs. Timati feat. Kalenna; «Elle» von Stress feat. Noah Veraguth |
| Best Hit International            | «Rolling in the Deep» von Adele      | «Grenade» von Bruno Mars; «On the Floor» von Jennifer Lopez feat. Pitbull                              |
| Best Album Pop/Rock National      | «Up in the Sky» von 77 Bombay Street | «Neui Wält» von Baschi; «TryMyLove» von Philipp Fankhauser                                             |
| Best Album Pop/Rock International | «21» von Adele                       | «Mylo Xyloto» von Coldplay; «Doo-Wops & Hooligans» von Bruno Mars                                      |
| Best Album Urban National         | «Renaissance II» von Stress          | «Freischwimmer» von Kutti MC; «Eiland» von Phenomden                                                   |
| Best Album Urban International    | «Planet Pit» von Pitbull             | «Aura» von Kool Savas; «Watch the Throne» von Jay-Z & Kanye West                                       |
| Best Album Dance National         | «2011» von DJ Antoine                | «Smile» von Mike Candys; «One Nation» von Mr. Da-Nos                                                   |
| Best Breaking Act National        | Bastian Baker                        | 77 Bombay Street; TinkaBelle                                                                           |
| Best Breaking Act International   | Bruno Mars                           | Caro Emerald; Hugh Laurie                                                                              |
| Best Talent National              | Dabu Fantastic                       | Boy; Lina Button                                                                                       |
| Outstanding Achievement           | Andreas Vollenweider                 | – |

### 2013
| Kategorie                         | Preisträger                                                | ausserdem nominiert                                                                        |
| --------------------------------- | ---------------------------------------------------------- | ------------------------------------------------------------------------------------------ |
| Best Hit National                 | «Skyline» von Pegasus                                      | «Ma Chérie 2k12» von DJ Antoine; «Single Ladies» von Remady & Manu-L feat. J-Son           |
| Best Hit International            | «Call Me Maybe» von Carly Rae Jepsen                       | «Somebody That I Used to Know» von Gotye feat. Kimbra; «Ai Se Eu Te Pego!» von Michel Teló |
| Best Album Pop/Rock National      | «Johnny - The Rimini Flashdown Part II» von Patent Ochsner | «Ängu u Dämone I» von Gölä; «Göteborg» von Züri West                                       |
| Best Album Pop/Rock International | «Ballast der Republik» von Die Toten Hosen                 | «Born to Die» von Lana Del Rey; «The 2nd Law» von Muse                                     |
| Best Album Urban National         | «Noël’s Room» von Stress, Noah Veraguth und Bastian Baker  | «Me Love» von Greis; «Analium» von Liricas Analas                                          |
| Best Album Urban International    | «Raop» von Cro                                             | «Seeed» von Seeed; «Gespaltene Persönlichkeit» von Xavas                                   |
| Best Album Dance National         | «The Original» von Remady & Manu-L                         | «Blue» von Mr. Da-Nos; «Infinity Golden Summer 2012» von Sir Colin                         |
| Best Breaking Act National        | Luca Hänni                                                 | Eliane; Müslüm                                                                             |
| Best Breaking Act International   | Emeli Sandé                                                | Lana Del Rey; Mumford & Sons                                                               |
| Best Talent National              | Hecht                                                      | Kyasma; Mo Blanc                                                                           |
| Best Live Act National            | Stress                                                     | Patent Ochsner; Sophie Hunger                                                              |
| Best Act Romandie                 | Bastian Baker                                              | Aloan; Yvan Peacemaker                                                                     |
| Tribute Award                     | Claude Nobs                                                | –                                                                                          |

### 2014
| Kategorie                         | Preisträger                                       | ausserdem nominiert                                                             |
| --------------------------------- | ------------------------------------------------- | ------------------------------------------------------------------------------- |
| Best Hit National                 | «Mundart» von Bligg                               | «Bella Vita» von DJ Antoine; «Ha ke Ahnig» von Steff la Cheffe                  |
| Best Hit International            | «Get Lucky» von Daft Punk feat. Pharrell Williams | «Wake Me Up» von Avicii; «Blurred Lines» von Robin Thicke                       |
| Best Album Pop/Rock National      | «Too Old to Die Young» von Bastian Baker          | «Böses Alter» von Stiller Has; «Dirty Dynamite» von Krokus                      |
| Best Album Pop/Rock International | «All the Little Lights» von Passenger             | «Random Access Memories» von Daft Punk; «Racine carrée» von Stromae             |
| Best Album Urban National         | «Service publigg» von Bligg                       | «Picasso» von Knackeboul; «Vögu zum Geburtstag» von Steff la Cheffe             |
| Best Album Urban International    | «The Marshall Mathers LP 2» von Eminem            | «Magna Carta…Holy Grail» von Jay-Z; «The Heist» von Macklemore & Ryan Lewis     |
| Best Breaking Act National        | Nicole Bernegger                                  | Manillio; Lina Button                                                           |
| Best Breaking Act International   | Macklemore & Ryan Lewis                           | Alex Hepburn; Passenger                                                         |
| Best Album International          | «Racine carrée» von Stromae                       | «Random Access Memories» von Daft Punk; «The Heist» von Macklemore & Ryan Lewis |
| Best Album Dance National         | «Green» von Mr. Da-Nos                            | «White» von Flava and Stevenson; «2013 – Sky Is the Limit» von DJ Antoine       |
| Best Talent National              | Yokko                                             | Kadebostany; The Animen                                                         |
| Best Live Act National            | Eluveitie                                         | Kadebostany; Luca Hänni                                                         |
| Best Act Romandie                 | Bastian Baker                                     | Kadebostany; Carrousel                                                          |
| Outstanding Achievement           | Züri West                                         | –                                                                               |

### 2015
| Kategorie                       | Preisträger                   | ausserdem nominiert                                                                    |
| ------------------------------- | ----------------------------- | -------------------------------------------------------------------------------------- |
| Best Female Solo Act            | Beatrice Egli                 | Eliane; Ira May                                                                        |
| Best Male Solo Act              | Philipp Fankhauser            | DJ Antoine; Trauffer                                                                   |
| Best Group                      | Lo & Leduc                    | Gotthard; Pegasus                                                                      |
| Best Breaking Act               | James Gruntz                  | Ira May; Mimiks                                                                        |
| Best Live Act                   | Lo & Leduc                    | Puts Marie; Yokko                                                                      |
| Best Talent                     | Lo & Leduc                    | Carrousel; Death by Chocolate                                                          |
| Best Act Romandie               | Stress                        | Stevans; The Rambling Wheels                                                           |
| Best Album                      | «Bang!» von Gotthard          | «Pure Lebensfreude» von Beatrice Egli; «Alpentainer» von Trauffer                      |
| Best Hit                        | «I Take It All» von Pegasus   | «In My Dreams» von Remady & Manu-L; «Crossroads» von Shem Thomas                       |
| Best Act International          | Ed Sheeran                    | AC/DC; Pharrell Williams                                                               |
| Best Breaking Act International | Imagine Dragons               | London Grammar; Milky Chance                                                           |
| Best Album International        | «Ghost Stories» von Coldplay  | «Rock or Bust» von AC/DC; «Farbenspiel» von Helene Fischer                             |
| Best Hit International          | «Happy» von Pharrell Williams | «I See Fire» von Ed Sheeran; «Prayer in C» von Lilly Wood & the Prick und Robin Schulz |
| Artist Award                    | James Gruntz                  | –                                                                                      |
| Outstanding Achievement         | Krokus                        | –                                                                                      |
| Tribute Award                   | Udo Jürgens                   | –                                                                                      |

### 2016
| Kategorie                       | Preisträger                                                     | ausserdem nominiert                                                                     |
| ------------------------------- | --------------------------------------------------------------- | --------------------------------------------------------------------------------------- |
| Best Female Solo Act            | Stefanie Heinzmann                                              | Beatrice Egli; Sophie Hunger                                                            |
| Best Male Solo Act              | Bastian Baker                                                   | Müslüm; Stress                                                                          |
| Best Group                      | Patent Ochsner                                                  | 77 Bombay Street; Chlyklass                                                             |
| Best Breaking Act               | Dodo                                                            | From Kid; Xen                                                                           |
| Best Live Act                   | Patent Ochsner                                                  | Philipp Fankhauser; Sophie Hunger                                                       |
| Best Talent                     | Damian Lynn                                                     | Alina Amuri; Troubas Kater                                                              |
| Best Act Romandie               | Bastian Baker                                                   | La Gale; The Animen                                                                     |
| Best Album                      | «Finitolavoro – The Rimini Flashdown Part 3» von Patent Ochsner | «Seven Mountains» von 77 Bombay Street; «Bis hierher und viel weiter» von Beatrice Egli |
| Best Hit                        | «Waiting» von Nickless                                          | «Hippie-Bus» von Dodo; «La Bambele» von Müslüm                                          |
| Best Act International          | Adele                                                           | David Guetta; Muse                                                                      |
| Best Breaking Act International | Sam Smith                                                       | Hozier; James Bay                                                                       |
| Best Album International        | «25» von Adele                                                  | «Drones» von Muse; «Gipfelstürmer» von Unheilig                                         |
| Best Hit International          | «Are You with Me» von Lost Frequencies                          | «Lean On» von Major Lazer feat. DJ Snake & MØ; «Cheerleader» von Omi                    |
| Artist Award                    | Sophie Hunger                                                   | –                                                                                       |
| Outstanding Achievement         | Peter Reber                                                     | –                                                                                       |

### 2017
| Kategorie                       | Preisträger                          | ausserdem nominiert                                                                |
| ------------------------------- | ------------------------------------ | ---------------------------------------------------------------------------------- |
| Best Female Solo Act            | Beatrice Egli                        | Anna Känzig; Anna Rossinelli                                                       |
| Best Male Solo Act              | Trauffer                             | Bligg; Manillio                                                                    |
| Best Group                      | Schluneggers Heimweh                 | Shakra; Yello                                                                      |
| Best Breaking Act               | Schluneggers Heimweh                 | Anna Känzig; Nickless                                                              |
| Best Live Act                   | Hecht                                | Faber; Puts Marie                                                                  |
| Best Talent                     | Nemo                                 | Pablo Nouvelle; Veronica Fusaro                                                    |
| Best Act Romandie               | Mark Kelly                           | FlexFab; Kadebostany                                                               |
| Best Album                      | «Heiterefahne» von Trauffer          | «Kick im Augenblick» von Beatrice Egli; «Instinkt» von Bligg                       |
| Best Hit                        | «Angelina» von Dabu Fantastic        | «Thank You» von DJ Antoine; «Monbijou» von Manillio                                |
| Best Act International          | Coldplay                             | Drake; Sia                                                                         |
| Best Breaking Act International | Álvaro Soler                         | Charlie Puth; Twenty One Pilots                                                    |
| Best Album International        | «A Head Full of Dreams» von Coldplay | «Encore un soir» von Céline Dion; «Black Star» von David Bowie                     |
| Best Hit International          | «Faded» von Alan Walker              | «One Dance» von Drake feat. Wizkid & Kyla; «Cheap Thrills» von Sia feat. Sean Paul |
| Artist Award                    | Seven                                | –                                                                                  |
| Outstanding Achievement         | DJ BoBo                              | –                                                                                  |
| Tribute Award                   | Mani Matter                          | –                                                                                  |

### 2018
| Kategorie                       | Preisträger                   | ausserdem nominiert                                                                                           |
| ------------------------------- | ----------------------------- | --- |
| Best Female Solo Act            | Eliane                        | Phanee de Pool; Sandee                                                                                        |
| Best Male Solo Act              | Nemo                          | Gölä; Kunz |
| Best Group                      | Züri West                     | Gotthard; Lo & Leduc                                                                                          |
| Best Breaking Act               | Nemo                          | Damian Lynn; Faber                                                                                            |
| Best Live Act                   | Nemo                          | Faber; Zeal & Ardor                                                                                           |
| Best Talent                     | Crimer                        | Panda Lux; Stereo Luchs                                                                                       |
| Best Act Romandie               | Danitsa                       | Aliose; Rootwords                                                                                             |
| Best Album                      | «Love» von Züri West          | «Urchig» von Gölä; «Land ob de Wolke» von Jodlerklub Wiesenberg                                               |
| Best Hit                        | «Du» von Nemo                 | «Empire» von 77 Bombay Street; «Mis Huus dis Huus» von Lo & Leduc                                             |
| Best Solo Act International     | Ed Sheeran                    | Helene Fischer; Rag ’n’ Bone Man                                                                              |
| Best Group International        | Imagine Dragons               | Die Toten Hosen; The Rolling Stones                                                                           |
| Best Breaking Act International | Rag ’n’ Bone Man              | Luis Fonsi; The Chainsmokers                                                                                  |
| Best Hit International          | «Shape of You» von Ed Sheeran | «Despacito» von Luis Fonsi feat. Daddy Yankee; «Something Just Like This» von The Chainsmokers feat. Coldplay |
| Artist Award                    | Faber                         | – |
| Tribute Award                   | Martin Ain                    | – |

### 2019
| Kategorie                       | Preisträger                                    | ausserdem nominiert                                                                       |
| ------------------------------- | ---------------------------------------------- | ----------------------------------------------------------------------------------------- |
| Best Female Solo Act            | Steff la Cheffe                                | Beatrice Egli; Sophie Hunger                                                              |
| Best Male Solo Act              | Bligg                                          | Philipp Fankhauser; Loco Escrito                                                          |
| Best Group                      | Lo & Leduc                                     | Hecht; Pegasus                                                                            |
| Best Breaking Act               | Härz                                           | Crimer; Stereo Luchs                                                                      |
| Best Live Act                   | The Gardener & the Tree                        | Sophie Hunger; Zeal & Ardor                                                               |
| Best Talent                     | Marius Bear                                    | JulDem; KT Gorique                                                                        |
| Best Act Romandie               | Emilie Zoé                                     | The Two; Sim´s                                                                            |
| Best Album                      | «KombiNation» von Bligg                        | «Song Book» von Stephan Eicher & Martin Suter; «Schnupf, Schnaps + Edelwyss» von Trauffer |
| Best Hit                        | «Adiós» von Loco Escrito                       | «079» von Lo & Leduc; «Us Mänsch» von Bligg feat. Marc Sway                               |
| Best Solo Act International     | Eminem                                         | Drake; Post Malone                                                                        |
| Best Group International        | Imagine Dragons                                | Bonez MC & RAF Camora; Muse                                                               |
| Best Breaking Act International | Camila Cabello                                 | Post Malone; Rudimental                                                                   |
| Best Hit International          | «Échame la culpa» von Luis Fonsi & Demi Lovato | «Nevermind» von Dennis Lloyd; «In My Mind» von Dynoro & Gigi D’Agostino                   |
| Artist Award                    | Black Sea Dahu                                 | –                                                                                         |
| Outstanding Achievement         | Sina                                           | –                                                                                         |

### 2020
| Kategorie                       | Preisträger                              | ausserdem nominiert                                                  |
| ------------------------------- | ---------------------------------------- | -------------------------------------------------------------------- |
| Best Female Solo Act            | Stefanie Heinzmann                       | Beatrice Egli; Loredana                                              |
| Best Male Solo Act              | Luca Hänni                               | Stephan Eicher; Kunz                                                 |
| Best Group                      | Patent Ochsner                           | Gölä & Trauffer; Heimweh                                             |
| Best Breaking Act               | Loredana                                 | Marie-Claude Chappuis; Stubete Gäng                                  |
| Best Live Act                   | Hecht                                    | Lo & Leduc; Patent Ochsner                                           |
| Best Talent                     | Monet192                                 | Sensu; Naomi Lareine                                                 |
| Best Act Romandie               | Muthoni Drummer Queen                    | L'Eclair; Makala                                                     |
| Best Album                      | «Cut Up» von Patent Ochsner              | «Büetzer Buebe» von Gölä & Trauffer; «Förschi» von Kunz              |
| Best Hit                        | «Punto» von Loco Escrito                 | «She Got Me» von Luca Hänni; «Für Immer Uf Di» von Patent Ochsner    |
| Best Solo Act International     | Billie Eilish                            | Capital Bra; Ed Sheeran                                              |
| Best Group International        | Rammstein                                | Capital Bra & Samra; PNL                                             |
| Best Breaking Act International | Billie Eilish                            | Angèle; Lewis Capaldi                                                |
| Best Hit International          | «Shallow» von Lady Gaga & Bradley Cooper | «Someone You Loved» von Lewis Capaldi; «Old Town Road» von Lil Nas X |
| Artist Award                    | Baze                                     | –                                                                    |
| Outstanding Achievement         | Stephan Eicher                           | –                                                                    |

### 2021
| Kategorie                       | Preisträger                      | ausserdem nominiert                                                            |
| ------------------------------- | -------------------------------- | ------------------------------------------------------------------------------ |
| Best Female Solo Act            | Beatrice Egli                    | Loredana; Steff la Cheffe                                                      |
| Best Male Solo Act              | Loco Escrito                     | Bligg; Philipp Fankhauser                                                      |
| Best Group                      | Gotthard                         | Heimweh; Yello                                                                 |
| Best Breaking Act               | Megawatt                         | Monet192; Pronto                                                               |
| Best Talent                     | Caroline Alves                   | Annie Taylor; Sam Himself                                                      |
| Best Act Romandie               | Arma Jackson                     | Flèche Love; Phanee de Pool                                                    |
| Best Album                      | «Zämehäbe» von Heimweh           | «#13» von Gotthard; «Let Life Flow» von Philipp Fankhauser                     |
| Best Hit                        | «Ámame» von Loco Escrito         | «Nicht verdient» von Loredana & Capital Bra; «Hotel» von Dardan feat. Monet192 |
| Best Solo Act International     | The Weeknd                       | Ava Max; Samra                                                                 |
| Best Group International        | AC/DC                            | BTS; The Black Eyed Peas                                                       |
| Best Breaking Act International | Ava Max                          | Pop Smoke; Samra                                                               |
| Best Hit International          | «Blinding Lights» von The Weeknd | «Roses (Imanbek Remix)» von Saint Jhn; «Dance Monkey» von Tones and I          |
| Artist Award                    | Trummer                          | –                                                                              |
| Outstanding Achievement         | Patent Ochsner                   | –                                                                              |

### 2022
| Kategorie                       | Preisträger                                        | ausserdem nominiert                                                                    |
| ------------------------------- | -------------------------------------------------- | -------------------------------------------------------------------------------------- |
| Best Female Solo Act            | Joya Marleen                                       | Beatrice Egli; Loredana                                                                |
| Best Male Solo Act              | Kunz                                               | Eaz; Zian                                                                              |
| Best Group                      | Brandão Faber Hunger                               | Gölä & Trauffer; Loredana & Mozzik                                                     |
| Best Crushing Newcomer          | Zian                                               | Sam Himself; We Are Ava                                                                |
| Best Talent                     | Joya Marleen                                       | Kings Elliot; Priya Ragu                                                               |
| Best Act Romandie               | Danitsa                                            | Baron.e; Flèche Love                                                                   |
| Best Album                      | «Mai» von Kunz                                     | «Ich Liebe Dich» von Brandão Faber Hunger; «Handwärch» von Gölä & Trauffer             |
| Best Hit                        | «Nightmare» von Joya Marleen                       | «Tribut» von Lo & Leduc; «Show You» von Zian                                           |
| Best Solo Act International     | Ed Sheeran                                         | Adele; Olivia Rodrigo                                                                  |
| Best Group International        | Imagine Dragons                                    | ABBA; Måneskin                                                                         |
| Best Breaking Act International | Olivia Rodrigo                                     | Lil Nas X; Måneskin                                                                    |
| Best Hit International          | «Wellerman» von Nathan Evans, 220 Kid & Billen Ted | «Jerusalema» von Master KG feat. Burna Boy & Nomcebo; «Save Your Tears» von The Weeknd |
| Artist Award                    | Mnevis                                             | –                                                                                      |
| Tribute Award                   | Endo Anaconda                                      | –                                                                                      |

### 2023
| Kategorie                       | Preisträger                     | ausserdem nominiert                                                         |
| ------------------------------- | ------------------------------- | --------------------------------------------------------------------------- |
| Best Female Solo Act            | Sina                            | Eliane; Loredana                                                            |
| Best Male Solo Act              | Zian                            | Loco Escrito; Trauffer                                                      |
| Best Group                      | Hecht                           | Heimweh; Lo & Leduc                                                         |
| Best Breaking Act               | Marius Bear                     | Black Sea Dahu; Hermanos Gutiérrez                                          |
| Best Live Act                   | Büetzer Buebe                   | Hecht; Joya Marleen                                                         |
| Best Talent                     | Andryy                          | Dana; Valentino Vivace                                                      |
| Best Act Romandie               | KT Gorique                      | Baron.e; Billie Bird                                                        |
| Best Album                      | «Felsafescht» von Megawatt      | «Freiheit» von Heimweh; «Glöggelä» von Trauffer                             |
| Best Hit                        | «Will nomeh» von L Loko x Drini | «Sommervögel» von Hecht; «Motivé» von Xen & EAZ                             |
| Best Solo Act International     | Harry Styles                    | Luciano; Stromae                                                            |
| Best Group International        | Rammstein                       | Bonez MC & RAF Camora; Coldplay                                             |
| Best Breaking Act International | Rosalía                         | Farruko; Tayc                                                               |
| Best Hit International          | «As It Was» von Harry Styles    | «Pepas» von Farruko; «Where Are You Now» von Lost Frequencies & Calum Scott |
| Artist Award                    | To Athena                       | Evelinn Trouble; Peter Kernel                                               |

### 2024
| Kategorie                       | Preisträger               | ausserdem nominiert                                                   |
| ------------------------------- | ------------------------- | --------------------------------------------------------------------- |
| Best Female Solo Act            | Joya Marleen              | Beatrice Egli; Seraina Telli                                          |
| Best Male Solo Act              | Baschi                    | EAZ; Gölä                                                             |
| Best Group                      | Züri West                 | Genderbüebu; Heimweh                                                  |
| Best Breaking Act               | Rusch-Büeblä              | Nuit Incolore; Remo Forrer                                            |
| Best Live Act                   | Patent Ochsner            | Black Sea Dahu; Trauffer                                              |
| Best Talent                     | Riana                     | Shuttle; Soft Loft                                                    |
| Best Act Romandie               | Slimka                    | Baby Volcano; Nnavy                                                   |
| Best Streaming Act              | Stubete Gäng              | EAZ; Hecht                                                            |
| Most Rising Artist Social Media | @badbgigii                | @phanee\de\pool; @riodedon                                            |
| Best Hit                        | «Juicy» von EAZ           | «Amigo» von Hecht; «Watergun» von Remo Forrer                         |
| Best Solo Act International     | Miley Cyrus               | Ayliva; Metro Boomin                                                  |
| Best Group International        | The Rolling Stones        | David Guetta & Bebe Rexha; Måneskin                                   |
| Best Breaking Act International | Nina Chuba                | SZA; Tiakola                                                          |
| Best Hit International          | «Flowers» von Miley Cyrus | «I’m Good (Blue)» von David Guetta & Bebe Rexha; «Calm Down» von Rema |
| Artist Award                    | Nola Kin                  | Ilumishade; Odd Beholder                                              |

### 2025
| Kategorie                       | Preisträger                         | ausserdem nominiert                                                      |
| ------------------------------- | ----------------------------------- | ------------------------------------------------------------------------ |
| Best Solo Act National          | Nemo                                | Manillio; Raffa Guido                                                    |
| Best Group                      | Patent Ochsner                      | Heimweh; Stubete Gäng                                                    |
| Best Solo Act International     | Billie Eilish                       | Benson Boone; Taylor Swift                                               |
| Best Breaking Act               | Kings Elliot                        | Andryy; Jule X                                                           |
| Best Live Act                   | Dabu Fantastic                      | Joya Marleen; Patent Ochsner                                             |
| Best Group International        | Linkin Park                         | Coldplay; Future & Metro Boomin                                          |
| Best Talent                     | Linda Elys                          | Ilira; Milune                                                            |
| Best Act Romandie               | Nnavy                               | Coilguns; Rounhaa                                                        |
| Best Breaking Act International | Gracie Abrams                       | Benson Boone; Teddy Swims                                                |
| Best Streaming Artist           | Stubete Gäng                        | Nemo; Patent Ochsner                                                     |
| Best Hit                        | «The Code» von Nemo                 | «House On Fire» von Linda Elys; «Famax» von Raffa Guido                  |
| Best Hit International          | «Beautiful Things» von Benson Boone | «I Like the Way You Kiss Me» von Artemas; «Lose Control» von Teddy Swims |
| Artist Award                    | Zeal & Ardor                        | Dachs; Nnavy                                                             |
| Most Rising Artist Social Media | @rusch_buebla                       | @badbgigii; @nemothings                                                  |